# Пречник
Пречник, у геометрији, је део праве линије који пролази кроз центар круга и чији су крајеви на кружници. Пречник круга је најдужа тетива у кругу. Уколико знамо пречник кружнице, можемо израчунати и површину круга унутар кружнице користећи следећу формулу:
{\displaystyle P=\left({\frac {d}{2}}\right)^{2}\cdot \mathbb {\pi } }
где слово d означава пречник (лат. diameter), а π (чита се „Пи") је ирационалан број који износи приближно 3.14.
Полупречник (радијус) је половина пречника, односно удаљеност од средишта кружнице до црте кружнице.
- Теорема о пречнику (Талесова теорема)

Сваки пречник полови круг.

## Ознака пречника
За означавање пречника се користи симбол који је сличан малом слову о прецртаном косом цртом ø. За унос у електронска документа се користи симбол који у Јуникоду има број 8960 (хексадецимално 2300), што се у HTML може унети као &#8960; или &#x2300;. Исправан приказ овог знака зависи још и од тога да ли га коришћени фонт садржи. (Требало би да видите ⌀ и ⌀ исписано изнад у текућем фонту.) Међутим, у већини ситуација је прихватљиво и слово ø које се у Мајкрософт Windows-у добија држањем Алт дугмета док куцате 0 2 4 8 на нумеричкој тастатури.
Не треба мешати (мада су слични) знак за пречник са ознаком празног скупа (∅), која је слична великом слову Ø. Понекад се пречник зове Фи и користи слово фи за ознаку пречника из разлога сличности.